# Pardachirus balius
Pardachirus balius es una especie de pez de la familia Soleidae en el orden de los Pleuronectiformes.

## Distribución geográfica
Se encuentran en las  costas del Mar de Arabia y Golfo de Omán.